# Ochotnica Dolna
Ochotnica Dolna est une localité polonaise, siège de la gmina d'Ochotnica Dolna et du powiat de Nowy Targ en voïvodie de Petite-Pologne.